# U-638 (tàu ngầm Đức)
U-638 là một tàu ngầm tấn công  Lớp Type VII thuộc phân lớp Type VIIC được Hải quân Đức Quốc Xã chế tạo trong Chiến tranh Thế giới thứ hai. Nhập biên chế năm 1942, nó đã thực hiện được hai chuyến tuần tra, đánh chìm được một tàu buôn tải trọng 5.507 GRT, đồng thời gây hư hại cho một chiếc khác tải trọng 6.537 GRT. Trong chuyến tuần tra cuối cùng, U-638 bị tàu corvette HMS Sunflower của Hải quân Hoàng gia Anh thả mìn sâu đánh chìm trong Đại Tây Dương vào ngày 5 tháng 5, 1943.

## Thiết kế và chế tạo

### Thiết kế

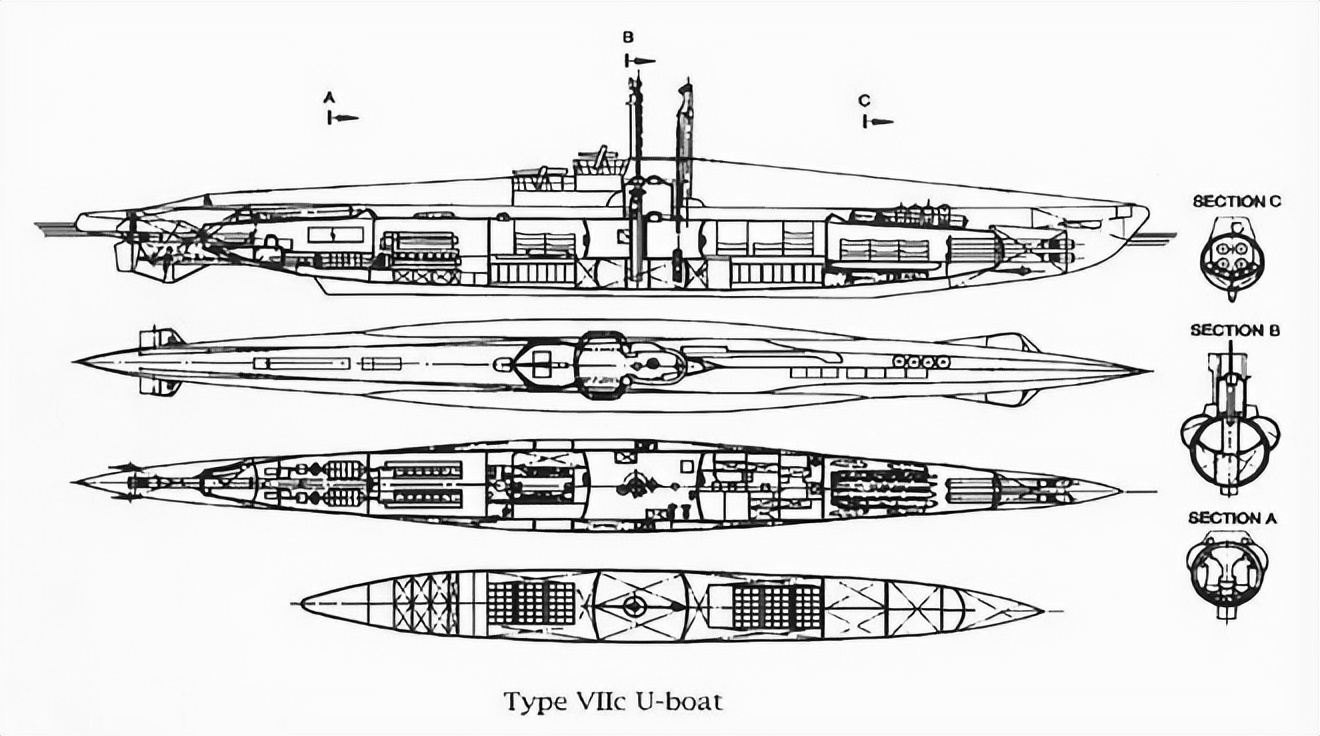
Sơ đồ các mặt cắt một tàu ngầm Type VIIC

Phân lớp VIIC của Tàu ngầm Type VII là một phiên bản VIIB được kéo dài thêm. Chúng có trọng lượng choán nước 769 t (757 tấn Anh) khi nổi và 871 t (857 tấn Anh) khi lặn). Con tàu có chiều dài chung 67,10 m (220 ft 2 in), lớp vỏ trong chịu áp lực dài 50,50 m (165 ft 8 in), mạn tàu rộng 6,20 m (20 ft 4 in), chiều cao 9,60 m (31 ft 6 in) và mớn nước 4,74 m (15 ft 7 in).
Chúng trang bị hai động cơ diesel Germaniawerft F46 siêu tăng áp 6-xy lanh 4 thì, tổng công suất 2.800–3.200 PS (2.100–2.400 kW; 2.800–3.200 bhp), dẫn động hai trục chân vịt đường kính 1,23 m (4,0 ft), cho phép đạt tốc độ tối đa 17,7 kn (32,8 km/h), và tầm hoạt động tối đa 8.500 nmi (15.700 km) khi đi tốc độ đường trường 10 kn (19 km/h). Khi đi ngầm dưới nước, chúng sử dụng hai động cơ/máy phát điện Garbe, Lahmeyer & Co. RP 137/c  tổng công suất 750 PS (550 kW; 740 shp). Tốc độ tối đa khi lặn là 7,6 kn (14,1 km/h), và tầm hoạt động 80 nmi (150 km) ở tốc độ 4 kn (7,4 km/h). Con tàu có khả năng lặn sâu đến 230 m (750 ft).
Vũ khí trang bị có năm ống phóng ngư lôi 53,3 cm (21 in), bao gồm bốn ống trước mũi và một ống phía đuôi, và mang theo tổng cộng 14 quả ngư lôi, hoặc tối đa 22 quả thủy lôi TMA, hoặc 33 quả TMB. Tàu ngầm Type VIIC bố trí một hải pháo 8,8 cm SK C/35 cùng một pháo phòng không 2 cm (0,79 in) trên boong tàu. Thủy thủ đoàn bao gồm 4 sĩ quan và 40-56 thủy thủ.

### Chế tạo
U-638 được đặt hàng vào ngày 20 tháng 1, 1941, và được đặt lườn tại xưởng tàu của hãng Blohm & Voss ở Hamburg vào ngày 16 tháng 10, 1941. Nó được hạ thủy vào ngày 8 tháng 7, 1942, và nhập biên chế cùng Hải quân Đức Quốc Xã vào ngày 3 tháng 9, 1942 dưới quyền chỉ huy của Hạm trưởng, Trung úy Hải quân Oskar Staudinger.

## Lịch sử hoạt động
Sau khi hoàn tất việc huấn luyện trong thành phần Chi hạm đội U-boat 5, U-638 được điều sang Chi hạm đội U-boat 9 từ ngày 1 tháng 2, 1943 để hoạt động trên tuyến đầu cho đến khi bị mất.

### Chuyến tuần tra thứ nhất
U-638 đã khởi hành từ cảng Kiel, Đức vào ngày 4 tháng 2, 1943 cho chuyến tuần tra đầu tiên trong chiến tranh. Nó đã tiến ra Bắc Hải, rồi băng qua khe GI-UK giữa Iceland và quần đảo Faroe để vòng qua quần đảo Anh và hoạt động tại vùng biển Bắc Đại Tây Dương về phía Đông Bắc Newfoundland, Canada. Tại đây vào ngày 7 tháng 3, nó phóng ngư lôi tấn công và gây hư hại cho chiếc tàu chở dầu Anh Empire Light 6.537 GRT, vốn bị tách rời khỏi Đoàn tàu ON-168; Empire Light cuối cùng bị tàu ngầm U-468 kết liễu vào ngày 12 tháng 3. Chiếc tàu ngầm kết thúc chuyến tuần tra và đi đến cảng La Pallice tại La Rochelle, bên bờ Đại Tây Dương của Pháp đã bị Đức chiếm đóng, đến nơi vào ngày 31 tháng 3.

### Chuyến tuần tra thứ hai – Bị mất
U-638 xuất phát từ cảng La Pallice vào ngày 20 tháng 4 cho chuyến tuần tra thứ hai, cũng là chuyến cuối cùng, để tiếp tục hoạt động trong Bắc Đại Tây Dương về phía Đông Canada. Vào ngày 5 tháng 5, nó phóng ngư lôi tấn công Đoàn tàu ONS-5, đánh chìm được chiếc tàu buôn Anh Dollus 5.507 GRT ở vị trí khoảng 425 nmi (787 km) về phía Đông đảo Belle, Canada.
Ngay sau đó, U-638 bị tàu corvette HMS Sunflower của Hải quân Hoàng gia Anh thả mìn sâu đánh chìm trong Đại Tây Dương về phía Đông Bắc Newfoundland, tại tọa độ 54°12′B 44°05′T / 54,2°B 44,083°T. Chiếc U-boat đã kịp gửi một bức điện vô tuyến cuối cùng về căn cứ trước khi đắm. Toàn bộ 44 thành viên thủy thủy đoàn của U-638 đều đã tử trận.

### "Bầy sói" tham gia
U-638 từng tham gia bốn bầy sói:
- Burggraf (26 – 28 tháng 2, 1943)
- Wildfang (28 tháng 2 – 5 tháng 3, 1943)
- Raubgraf (7 – 15 tháng 3, 1943)
- Amsel 1 (3 – 5 tháng 5, 1943)

### Tóm tắt chiến công
U-638 đã đánh chìm được một tàu buôn tổng tải trọng 5.507 GRT, đồng thời gây hư hại cho một chiếc khác tải trọng 6.537 GRT:
| Ngày            | Tên tàu | Quốc tịch      | Tải trọng | Số phận      |
| --------------- | ------- | -------------- | --------- | ------------ |
| 7 tháng 3, 1943 |         | United Kingdom | 6.537     | Bị hư hại    |
| 5 tháng 5, 1943 | Dollus  | United Kingdom | 5.507     | Bị đánh chìm |